# ヤルミル・ブルクハウザー
ヤルミル・ミハエル・ブルクハウザー（Jarmil Michael Burghauser 1921年10月21日 - 1997年2月19日）は、チェコの作曲家、指揮者、音楽学者。名前のカナ転写はヤルミル・ブルクハウゼルとされることも多い。

## 生涯
ピーセクに生まれる。短命に終わったプラハの春の後、祖国の共産党から冷遇されるようになった彼はMichal Hájkůという偽名を使用することにより「Storie apocrifa della musica Boema」と呼ばれる過去の時代を思い起こさせるようなスタイルの一連の作品を作曲した。
今日、アントニン・ドヴォルザークの作品において紛らわしいことが多い作品番号の代わりとして、もしくは作品番号なしの作品について、「ブルクハウザー番号」が用いられる。これはブルクハウザーが整理した信頼性の高いドヴォルザーク作品の年代順の作品リストを基にしたものである。ドヴォルザークの作品は作曲順に出版されておらず、出版社が出版時期に応じた作品番号を付している。ブルクハウザーはこの混乱の解消に大きく貢献したのである。
1997年にプラハで生涯を閉じた。

## 作品

### オペラ
- 『Alladine et Palomide』モーリス・メーテルリンクによる （1934年；1944年改定）
- 『Lakomec』 （1949年）
- 『Karolinka a lhář』 （1953年）
- 『Most』 anti-opéra （1963年-1964年）

### バレエ
- 『Honza a čert』 （1954年）
- 『Sluha dvou pánů』 （1957年）
- 『Tristam a Izalda』（1968年-1969年）

### 管弦楽曲
- 交響曲第1番 （1933年；1974年改定
- 交響曲第2番 （1935年；1979年改定）
- 交響曲第3番 （1938年；1950年と1959年に改定）
- 『フリアント』 （1936年；1970年改定）
- 『Rondo de Printemps』 （1937年）
- 室内オーケストラのための組曲 （1939年；1977年改定）
- 木管楽器と弦楽器の五重奏のための協奏曲 （1942年, 初演：1948年2月12日 プラハ）
- 室内オーケストラのためのトッカータ （1947年）
- 交響的変奏曲 （1952年）
- ソナタ （1954年）
- 交響的組曲 （1957年）
- 『Sedm reliéfů』 （1962年、初演：1963年2月19日 プラハ）
- 『Cesty』 弦楽器、打楽器、ツィンバロムとエレキギターのための8つの楽章 （1964年、初演：1965年2月21日 プラハ）
- 『Barvy v čase』 （初演：1967年10月25日 アイルランド、ウェックスフォード）
- 『Strom života』 （初演1969年10月22日 オーストリア、グラーツ）
- ピアノとオーケストラのための『Ciaconna per il fin d'un tempo』 （1981年-1982年）

### 室内楽曲
- 弦楽四重奏曲第1番 （1934年；1953年改定）
- 弦楽四重奏曲第2番 （1938年；1953年改定）
- 弦楽四重奏曲第3番 （1941年）
- 弦楽四重奏曲第4番 （1944年）
- 弦楽四重奏曲第5番 （1944年-1951年）
- 木管五重奏曲第1番 （1935年；1945年改定）
- 木管五重奏曲第1番 （1935年）
- 木管五重奏曲第2番 （1939年）
- 木管五重奏曲第3番 （1940年）
- フルート、ヴィオラとギターのための三重奏曲第1番 （1939年）
- フルート、ヴィオラとギターのための三重奏曲第1番 （1962年）
- ギターソナタ （1943年）
- 2つのフルートのためのパルティータ （1945年；1982年改定）
- クラリネット、ツィンバロムと打楽器のための『Možnosti』 (1965)
- 無伴奏フルートのための『Deset Skic』 （1965年）
- ヴィオラとギターのための『Patero zamyšlení』 （1966年）
- 無伴奏ハープのための『Pĕt barevných strepin』 （1966年）
- 無伴奏ギターのための『Sarabande et Toccata』 （1968年）
- 6つのクラリネットのための『Druhá Suita』 （1970年）
- ヴァイオリンとピアノのためのソナタ『Neveselé vyprávĕni』 （1970年）
- バスクラリネットとピアノのための『Soumraky a svítání』 （1971年）
- フルート、オーボエ、チェンバロ、ヴァイオリン、ヴィオラとチェロのための5つの楽章『Stanze dell'ansieta e sperance』 （1971年）
- ヴァイオリン、チェロとギターのための『Plochy a čáry』 （1972年）
- 2つのフルート、ギターとチェロのための『Partita』 （1976年）

### 声楽曲
- ソプラノ、合唱と管弦楽のための小カンタータ『Vĕčnáoblaka』 （1942年）
- カンタータ『Le Trompettiste mystique』 Whitmanによる （1944年）
- カンタータ『Passion et Résurrection』 （1937年-1946年 初演：1946年5月26日 プラハ）
- 語り、女声合唱と管弦楽のための『Zeme zamyslena』 （1966年 初演：1968年5月24日 プラハ）
- 無伴奏独唱と合唱のための『Passion selon saint Luc』 （1977年）

### 偽名での出版作品
- 管弦楽のための『Danse burlesque』 （1971年）
- 管弦楽のための『Impressions indiennes』 （ニューデリー、1972年11月）
- 管弦楽のための『Indiánská symfonie』 （1974年）
- 独唱、合唱、オルガンと管弦楽のための『Proprium de Nativitate』 （1978年）
- へ調のシンフォニア （1980年）
- 独唱、合唱、オルガンと管弦楽のための『Missa brevis pastoralis』 （1980年）